# Жюнкалас
Жюнкала́с (фр. Juncalas, окс. Juncalàs) — коммуна во Франции, находится в регионе Юг — Пиренеи. Департамент — Верхние Пиренеи. Входит в состав кантона Лурд-Эст. Округ коммуны — Аржелес-Газост.
Код INSEE коммуны — 65237.

## География
Коммуна расположена приблизительно в 670 км к югу от Парижа, в 135 км юго-западнее Тулузы, в 21 км к югу от Тарба.
Коммуна расположена в долине Кастеллубон. По территории коммуны протекает река Нес (фр. Nés).

## Климат
Климат умеренно-океанический с солнечной тёплой погодой и обильными осадками на протяжении практически всего года.

## Население
Население коммуны на 2010 год составляло 179 человек.
| 1962 | 1968 | 1975 | 1982 | 1990 | 1999 | 2010 |
| ---- | ---- | ---- | ---- | ---- | ---- | ---- |
| 236  | 214  | 164  | 148  | 170  | 193  | 179  |

## Администрация
| Период | Период | Фамилия             | Партия | Примечания |
| ------ | ------ | ------------------- | ------ | ---------- |
| 2001   | 2008   | Леон Крамп          |        |            |
| 2008   | 2020   | Мишель Кассю-Куссер |        |            |

## Экономика
В 2010 году среди 109 человек трудоспособного возраста (15-64 лет) 86 были экономически активными, 23 — неактивными (показатель активности — 78,9 %, в 1999 году было 66,4 %). Из 86 активных жителей работали 75 человек (39 мужчин и 36 женщин), безработных было 11 (4 мужчины и 7 женщин). Среди 23 неактивных 6 человек были учениками или студентами, 11 — пенсионерами, 6 были неактивными по другим причинам.

## Фотогалерея

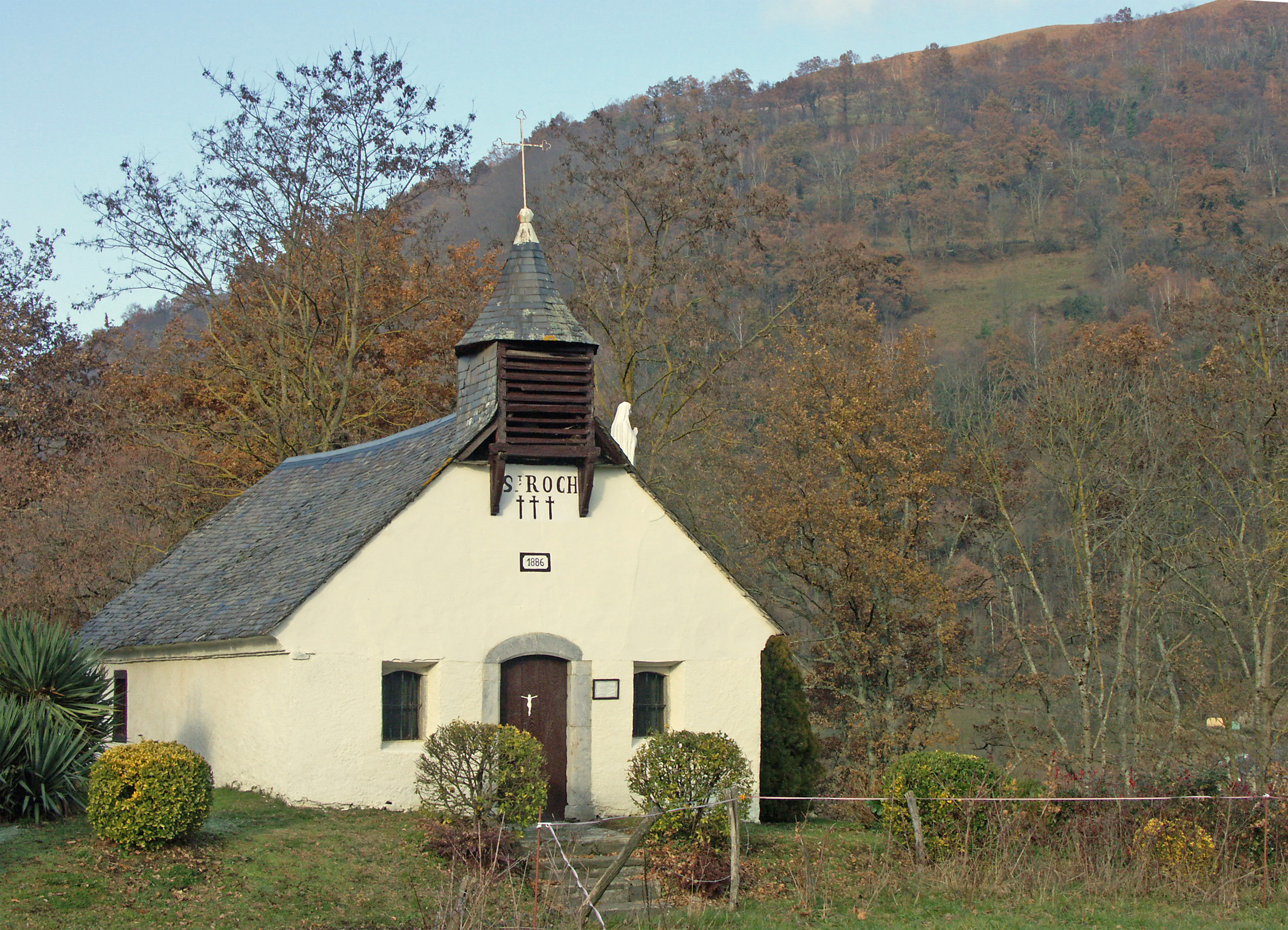
Церковь Св. Роха
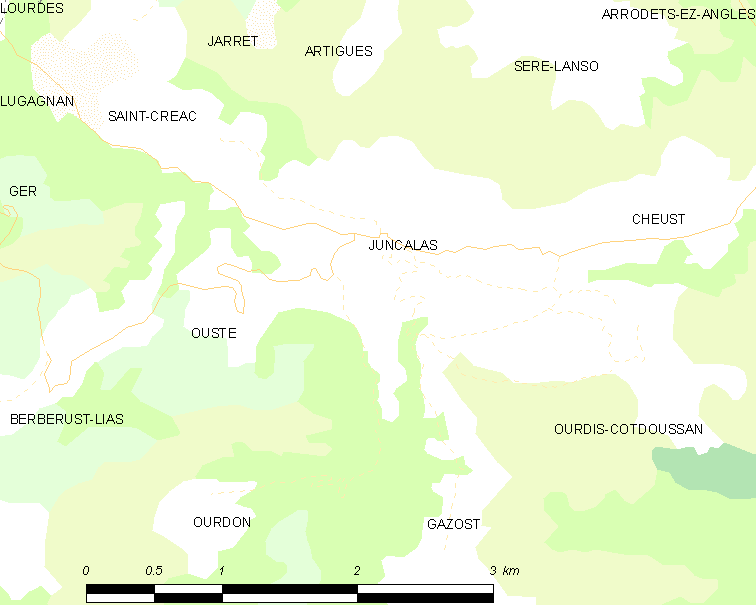
Карта коммуны